# Tumelo Khutlang
Tumelo Khutlang (Teyateyaneng, 23 ottobre 1995) è un calciatore lesothiano, attaccante del Lioli e della nazionale lesothiana.

## Carriera

### Club
Ha giocato nella massima serie sudafricana.

### Nazionale
Nel 2015 ha esordito in nazionale.

## Statistiche

### Cronologia presenze e reti in nazionale
| Cronologia completa delle presenze e delle reti in nazionale ― Lesotho | Cronologia completa delle presenze e delle reti in nazionale ― Lesotho | Cronologia completa delle presenze e delle reti in nazionale ― Lesotho | Cronologia completa delle presenze e delle reti in nazionale ― Lesotho | Cronologia completa delle presenze e delle reti in nazionale ― Lesotho | Cronologia completa delle presenze e delle reti in nazionale ― Lesotho | Cronologia completa delle presenze e delle reti in nazionale ― Lesotho | Cronologia completa delle presenze e delle reti in nazionale ― Lesotho |
| Data                                                                   | Città                                                                  | In casa                                                                | Risultato                                                              | Ospiti                                                                 | Competizione                                                           | Reti                                                                   | Note                                                                   |
| ---------------------------------------------------------------------- | ---------------------------------------------------------------------- | ---------------------------------------------------------------------- | ---------------------------------------------------------------------- | ---------------------------------------------------------------------- | ---------------------------------------------------------------------- | ---------------------------------------------------------------------- | ---------------------------------------------------------------------- |
| 8-9-2019                                                               | Maseru                                                                 | Lesotho                                                                | 1 – 1                                                                  | Etiopia                                                                | Qual. Mondiali 2022                                                    | -                                                                      | 86’                                                                    |
| 13-11-2019                                                             | Freetown                                                               | Sierra Leone                                                           | 1 – 1                                                                  | Lesotho                                                                | Qual. Coppa d'Africa 2021                                              | -                                                                      | 65’                                                                    |
| 17-11-2019                                                             | Maseru                                                                 | Lesotho                                                                | 2 – 4                                                                  | Nigeria                                                                | Qual. Coppa d'Africa 2021                                              | -                                                                      | 78’                                                                    |
| Totale                                                                 |                                                                        | Presenze                                                               | 3                                                                      |                                                                        | Reti                                                                   | 0                                                                      |                                                                        |